# Vincenzo Gioberti (cacciatorpediniere)
Il Vincenzo Gioberti è stato un cacciatorpediniere della Regia Marina.

## Storia
Alla data dell'ingresso dell'Italia nella seconda guerra mondiale apparteneva alla IX Squadriglia Cacciatorpediniere, unitamente ai gemelli Alfieri, Oriani e Giosuè Carducci.
Alle due di notte del 12 giugno 1940 partì da Taranto insieme ai gemelli, alla I Divisione (incrociatori pesanti Zara, Fiume e Gorizia), alla VIII Divisione (incrociatori leggeri Duca degli Abruzzi e Garibaldi) ed alla XVI Squadriglia Cacciatorpediniere (da Recco, Pessagno, Usodimare) per pattugliare il Mar Ionio.
Il 2 luglio fu impiegato, insieme ai gemelli, alla I Divisione (Zara, Fiume, Gorizia), agli incrociatori leggeri Bande Nere e Colleoni ed alla X Squadriglia Cacciatorpediniere (Maestrale, Grecale, Libeccio, Scirocco) nella scorta indiretta ad un convoglio che stava tornando dalla Libia (trasporti truppe Esperia e Victoria, scortati dalle torpediniere Procione, Orsa, Orione e Pegaso, sulla rotta da Tripoli-Napoli).
Il 7 luglio, di pomeriggio, partì unitamente ai gemelli ed al resto della II Squadra Navale – incrociatore pesante Pola, Divisioni incrociatori I, II, III e VII per 11 unità complessive e squadriglie cacciatorpediniere X, XI, XII e XIII – che poi si unì alla I Squadra e partecipò alla battaglia di Punta Stilo del 9 luglio: nel corso del ripiegamento della flotta italiana durante tale battaglia, la IX Squadriglia fu la prima formazione di cacciatorpediniere, tra quelle inviate al contrattacco silurante, ad effettuare il lancio dei propri siluri – cinque in tutto, da 13.500 metri –, senza però riuscire a centrare i bersagli.
Tra il 30 luglio ed il 1º agosto fornì scorta indiretta – insieme ai gemelli, agli incrociatori Pola, Zara, Fiume, Gorizia, Trento, Da Barbiano, Alberto di Giussano, Eugenio di Savoia, Duca degli Abruzzi, Attendolo, Montecuccoli ed alle Squadriglie Cacciatorpediniere XII, XIII e XV per un totale di 11 unità – a due convogli per la Libia, che videro in mare complessivamente 10 mercantili, 4 cacciatorpediniere e 12 torpediniere.
Verso mezzogiorno del 27 novembre lasciò Napoli insieme al Pola, alla I Divisione (Fiume e Gorizia) ed agli altri caccia della IX Squadriglia, prendendo quindi parte all'inconclusiva battaglia di Capo Teulada.
Nel dicembre 1940 prese parte – insieme all’Alfieri ed al Carducci – al bombardamento delle installazioni costiere dell'Albania e della Grecia in appoggio alle operazioni del Regio Esercito in quei territori.
Il 6 gennaio 1941 bombardò, unitamente all’Alfieri, al Carducci, al cacciatorpediniere Fulmine (temporaneamente inquadrato nella IX Squadriglia) ed alla XIV Squadriglia torpediniere (Partenope, Pallade, Altair, Andromeda), le posizioni greche nei pressi di Porto Palermo, in Albania.

Il Gioberti fotografato insieme ai gemelli Oriani e Carducci

Alle undici del 26 marzo salpò da Taranto (al comando del capitano di fregata Marco Aurelio Raggio) insieme ai gemelli ed alla I Divisione (Zara, Pola, Fiume), unendosi quindi alla squadra navale – corazzata Vittorio Veneto, Divisioni incrociatori III (Trento, Trieste, Bolzano) e VIII (Garibaldi e Duca degli Abruzzi), Squadriglie cacciatorpediniere XIII (Granatiere, Bersagliere, Fuciliere, Alpino), XVI (Da Recco, Pessagno), XII (Corazziere, Carabiniere, Ascari) – incaricata dell'operazione «Gaudo», successivamente sfociata nella battaglia di Capo Matapan.
Durante lo scontro il Pola, nella serata del 28 marzo, fu immobilizzato da un aerosilurante. L'ammiraglio Angelo Iachino, comandante della squadra italiana, inviò tutta la I Divisione e la IX Squadriglia a soccorrere all'incrociatore immobilizzato, ma quando, alle 22.27, le navi arrivarono in prossimità del Pola, furono sorprese dalle corazzate britanniche Barham, Valiant e Warspite, che le cannoneggiarono con le loro artiglierie: furono affondati lo Zara, il Fiume, l'Alfieri, il Carducci ed, in un secondo, tempo, anche il Pola (silurato da cacciatorpediniere inglesi). All'inizio del combattimento il Gioberti era la quarta unità della fila (la seconda considerando la sola fila dei cacciatorpediniere), preceduta dall'Alfieri e seguita dal Carducci; riuscì fortunosamente a ripiegare ed allontanarsi indenne assieme al danneggiato Oriani, grazie anche al sacrificio del Carducci, che si era diretto contro le navi inglesi coprendo la fuga delle unità sezionarie con nebbia artificiale.
Il 30 aprile 1941 appartenne alla scorta indiretta (con gli incrociatori pesanti Trieste e Bolzano, l'incrociatore leggero Eugenio di Savoia ed i cacciatorpediniere Ascari e Carabiniere) di un convoglio formato dai trasporti Birmania, Marburg, Reichenfels, Rialto e Kybfels in navigazione da Augusta e Messina per la Libia carichi di rifornimenti per l'Afrika Korps (la scorta diretta era costituita dai cacciatorpediniere Euro e Fulmine e dalle torpediniere Castore, Procione ed Orione); sebbene attaccato da aerei e sommergibili il 1º maggio, il convoglio non subì danni.
Il 3 giugno effettuò la posa di due campi minati a nordest di Tripoli, insieme ai cacciatorpediniere Pigafetta, Da Mosto, Da Verrazzano, Da Recco, Scirocco ed Usodimare ed alle Divisioni IV (incrociatori leggeri Bande Nere e di Giussano) e VII (incrociatori leggeri Eugenio di Savoia, Duca d’Aosta ed Attendolo).
Il 25 giugno salpò da Napoli di scorta (insieme ai cacciatorpediniere Aviere, Geniere e da Noli) ai trasporti truppe Esperia, Marco Polo, Neptunia ed Oceania (scorta indiretta era fornita dagli incrociatori Trieste e Gorizia e dai cacciatorpediniere Ascari, Corazziere e Carabiniere); dopo una sosta a Taranto il 27, le navi giunsero a Tripoli il 29 nonostante alcuni attacchi aerei (che procurarono lievi danni all’Esperia).
Dal 16 al 18 luglio scortò (insieme ai cacciatorpediniere Lanciere, Geniere, Oriani ed alla torpediniera Centauro) un convoglio composto dai trasporti truppe Marco Polo, Neptunia ed Oceania sulla rotta Taranto-Tripoli (vi era anche una scorta indiretta assicurata dagli incrociatori Trieste e Bolzano e dai cacciatorpediniere Carabiniere, Ascari e Corazziere): tutte le navi giunsero a destinazione indenni, evitando anche un attacco del sommergibile HMS Unbeaten diretto contro l’Oceania.
Il 4 agosto salpò da Napoli, di scorta ad un convoglio composto dai piroscafi Nita, Aquitania, Ernesto, Nirvo e Castelverde (il resto della scorta era costituito dai cacciatorpediniere Aviere, Geniere, Oriani e Camicia Nera e dalla torpediniera Calliope), cui poi si aggiunse la motocisterna Pozarica; il 6 agosto il Nita, colpito da aerei dell'830° Squadron britannico, affondò nel punto 35°15' N e 12°17' E, nonostante i tentativi del Camicia Nera e della Calliope per salvarlo, mentre le altre navi del convoglio giunsero a destinazione l'indomani.
Il 19 agosto fece parte, unitamente ai cacciatorpediniere Vivaldi, Nicoloso da Recco, Oriani ed alla torpediniera Dezza, cui poi si aggiunse anche la X Squadriglia (Maestrale, Grecale, Libeccio, Scirocco), della scorta di un convoglio sulla rotta Napoli-Tripoli (trasporti truppe Marco Polo, Esperia, Neptunia ed Oceania); il 20 agosto, quando ormai i trasporti avevano imboccato la rotta di sicurezza per Tripoli (avendo anche evitato un attacco da parte del sommergibile HMS Unbeaten, cui il Gioberti diede infruttuosamente la caccia insieme ad un altro cacciatorpediniere, il Da Noli) il sommergibile britannico Unique silurò l’Esperia, che s'inabissò nel punto 33°03' N e 13°03' E; fu possibile trarre in salvo ben 1139 uomini, mentre le vittime furono 31.
Tra il 31 agosto ed il 2 settembre scortò (insieme ai cacciatorpediniere Aviere, Da Noli, Camicia Nera, Usodimare e Pessagno) un convoglio composto dai trasporti truppe Victoria, Neptunia ed Oceania in rientro da Tripoli a Taranto; le navi giunsero indenni a destinazione, nonostante un attacco da parte del sommergibile britannico Upholder.
Nelle prime ore della sera del 16 settembre partì da Taranto per scortare il convoglio «Vulcania», diretto a Tripoli: formavano il convoglio i trasporti truppe Neptunia ed Oceania, scortati, oltre che dal Gioberti, dai cacciatorpediniere Nicoloso Da Recco, Antonio Da Noli, Emanuele Pessagno ed Antoniotto Usodimare. Il convoglio incappò però in uno sbarramento formato al largo delle coste libiche dai sommergibili britannici Upholder, Unbeaten, Upright ed Ursula: alle 4.15 del 18 settembre, i siluri lanciati dall’Upholder centrarono il Neptunia e l’Oceania, che s'immobilizzarono ed iniziarono ad imbarcare acqua. Mentre il Vulcania, indenne, proseguiva con la scorta dell’Usodimare (entrambe le navi giunsero indenni a Tripoli nonostante un attacco dell’Ursula), gli altri cacciatorpediniere diedero infruttuosamente la caccia al sommergibile attaccante, fornirono assistenza all’Oceania e recuperarono i naufraghi della Neptunia, ormai in via di affondamento (la nave s'inabissò, di poppa, alle 6.50). Alle 8.50 l’Oceania, che era in corso di evacuazione mentre se ne preparava il rimorchio da parte del Pessagno, fu nuovamente silurata dall’Upholder ed affondò rapidamente; ai cacciatorpediniere non rimase che recuperare i naufraghi. Dei 5818 uomini imbarcati sulle due navi fu possibile trarne in salvo 5434; il Gioberti contribuì all'operazione di soccorso recuperando 582 superstiti.
Il 24 settembre, inquadrato nella XIII Squadriglia Cacciatorpediniere (Granatiere, Fuciliere, Bersagliere) lasciò Napoli insieme al resto della XIII Squadriglia, alle corazzate Vittorio Veneto e Littorio ed alla XIV Squadriglia Cacciatorpediniere (Folgore, Da Recco, Pessagno) per intercettare un convoglio britannico, ma non vi riuscì.
Il 2 ottobre salpò da Napoli per scortare – insieme ai cacciatorpediniere Euro, Antonio Da Noli ed Antoniotto Usodimare, cui poi si aggiunsero le torpediniere Partenope e Calliope – un convoglio formato dai trasporti Vettor Pisani, Fabio Filzi, Rialto e Sebastiano Venier; quando – il 5 ottobre – la Rialto, colpita da aerosiluranti britannici dell'830° Squadron, colò a picco in posizione 33°30' N e 15°53' E, il Gioberti trasse in salvo 145 uomini che erano a bordo della nave.
Dal 16 al 19 ottobre fece parte della scorta (cacciatorpediniere Folgore, Fulmine, Usodimare, Da Recco, Sebenico) di un convoglio in navigazione da Napoli a Tripoli (trasporti Beppe, Marin Sanudo, Probitas, Paolina e Caterina), cui si aggregarono poi il motopeschereccio Amba Aradam e la torpediniera Cascino; il Beppe fu silurato il 18 dal sommergibile HMS Ursula, dovendo essere preso a rimorchio dal rimorchiatore Max Barendt ed assistito dal Da Recco e dalla torpediniera Calliope (giunse a Tripoli il 21), mentre il Caterina affondò nel punto a 62 miglia per 350° da Tripoli in seguito ai danni riportati in un attacco aereo; il resto del convoglio giunse a Tripoli il 19.
Il 19 novembre scortò, insieme all’Oriani ed al Maestrale, il convoglio «Alpha» (Ankara e Venier) in rientro da Tripoli a Napoli (il convoglio fu poi dirottato su Taranto per via della presenza aeronavale britannica nel Canale di Sicilia).
Ad inizio dicembre effettuò una missione di trasporto di benzina da Patrasso a Derna, assieme al Maestrale.
Alle 18.40 del 13 dicembre salpò da Taranto con un gruppo navale – corazzata Duilio, incrociatore pesante Gorizia, cacciatorpediniere Oriani e Maestrale – in appoggio all'operazione «M. 41» (tre convogli diretti a Bengasi con partenza da Taranto ed Argostoli, con l'impiego in tutto dei mercantili Fabio Filzi, Carlo del Greco, Monginevro, Napoli, Ankara, Capo Orso, e come scorta dei cacciatorpediniere Da Recco, Usodimare, Pessagno, Saetta e Malocello e della torpediniera Pegaso, nonché di tre gruppi di appoggio); l'operazione fu però vittima degli attacchi dei sommergibili inglesi Upright ed Urge, che affondarono il Filzi ed il Del Greco e danneggiarono seriamente la corazzata Littorio, mentre l’Iseo ed il Capo Orso si procurarono gravi danni per una collisione.
Il 16 dicembre fece parte, insieme alle corazzate Andrea Doria, Giulio Cesare e Littorio, agli incrociatori pesanti Trento e Gorizia ed ai cacciatorpediniere Granatiere, Bersagliere, Fuciliere, Alpino, Corazziere, Carabiniere, Oriani, Maestrale ed Usodimare, della forza di appoggio all'operazione di convogliamento per la Libia «M 42» (due convogli composti in tutto dai mercantili Monginevro, Napoli, Ankara e Vettor Pisani scortati dai cacciatorpediniere Saetta, Da Recco, Vivaldi, Da Noli, Malocello, Pessagno e Zeno, entrambi partiti da Taranto e diretti a Bengasi – l’Ankara ed il Saetta – e Tripoli – le altre unità –); le navi giunsero indenni a destinazione il 18, mentre il gruppo d'appoggio prese parte ad un inconclusivo scontro con una formazione britannica che prese il nome di prima battaglia della Sirte, nella quale comunque il Gioberti non ebbe un particolare ruolo.
Alle 16 del 3 gennaio 1942 lasciò il porto di Napoli – insieme alla corazzata Duilio, agli incrociatori leggeri Garibaldi, Montecuccoli ed Attendolo ed ai cacciatorpediniere Maestrale, Scirocco, Oriani e Malocello – per fungere da scorta indiretta all'operazione «M. 43»: l'invio di tre convogli (con l'impiego in tutto dei mercantili Monginevro, Nino Bixio, Lerici, Gino Allegri, Monviso e Giulio Giordani e di una scorta diretta assicurata dai cacciatorpediniere Vivaldi, Da Recco, Usodimare, Bersagliere, Fuciliere, Freccia e dalle torpediniere Procione, Orsa, Castore, Aretusa ed Antares) dai porti di Messina, Taranto e Brindisi, tutti con destinazione Tripoli; dopo l'arrivo dei trasporti a destinazione (avvenuto il 5) il Gioberti e le altre unità del gruppo rientrarono in porto alle 4.20 del 6 febbraio.
Da febbraio a maggio il Gioberti fu sottoposto a lavori di ammodernamento. Furono imbarcati un ecogoniometro tedesco e 3 complessi binati di mitragliere da 20/65 mm, l'unica tramoggia per bombe di profondità fu rimpiazzata da due nuove, vennero sbarcati i due pezzi illuminanti da 120 e le mitragliere binate della controplancia furono rimpiazzate con altre singole.
Alle 16.30 del 13 giugno salpò da Cagliari aggregato alla X Squadriglia cacciatorpediniere (Ascari, Oriani, Premuda) per attaccare il convoglio britannico «Harpoon» nell'ambito della Battaglia di mezzo giugno; fu tuttavia obbligato a rientrare in porto da un'avaria all'apparato motore, non potendo nemmeno raggiungere i 22 nodi di velocità.
Il 15 agosto 1942, mentre stava scortando insieme al Maestrale la motonave Rosolino Pilo, il convoglio fu assalito da 17 aerosiluranti: mentre la Pilo veniva silurata a poppa (fu poi finita dal sommergibile P 44), il Gioberti fu mitragliato con numerosi morti e feriti; rimasero uccisi quasi tutti gli ufficiali (il comandante della nave, il capitano di fregata Gianroberto Burgos di Pomaretto, fu gravemente ferito) e scoppiò un incendio. Ad assumere il comando del cacciatorpediniere danneggiato, conducendolo a Trapani, fu il sottotenente di vascello Giulio Ruschi, che ricevette per questo la Croce di Guerra.
Il 19 ottobre 1942 era impegnato nella scorta di un convoglio che cadde vittima degli attacchi dei sommergibili britannici P 32, P 37 ed Unbending, che silurarono ed affondarono il piroscafo Beppe ed il cacciatorpediniere Giovanni da Verrazzano; il Gioberti effettuò caccia antisommergibile e vide venire a galla chiazze di nafta, ma non risultano affondamenti di sommergibili britannici.

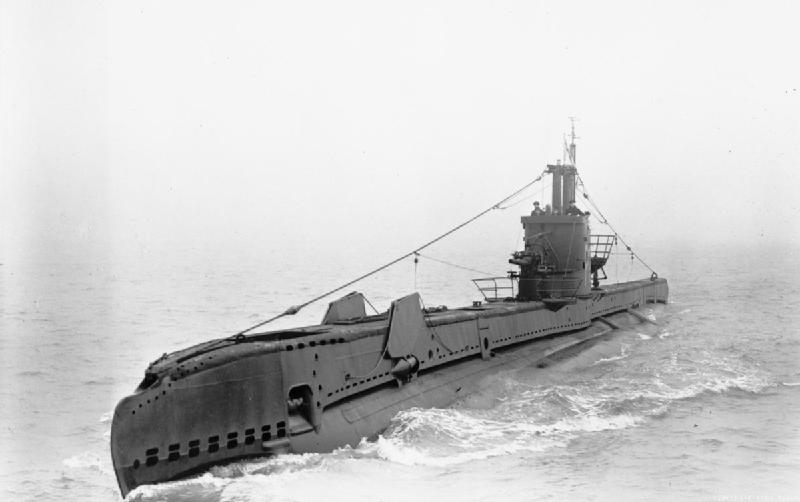
Il sommergibile HMS Simoom, affondatore del Gioberti

Il 4 novembre partì da Napoli per fungere da scorta – insieme al Maestrale, al Grecale, all’Oriani, alle torpediniere Clio e Animoso e ad un altro moderno cacciatorpediniere, il Velite – alle motonavi Giulia e Chisone ed al piroscafo Veloce, diretti a Tripoli: nonostante i diversi attacchi dal cielo, il convoglio fu uno degli ultimi a poter arrivare in Libia senza danni.
Il 10 gennaio 1943, durante un'altra missione di scorta, trasse in salvo l'equipaggio del trasporto truppe Calino, affondato dopo l'urto contro una mina al largo di Capri.
In seguito alla resa italiana in Africa (maggio 1943) ed alla conseguente fine della guerra dei convogli, il cacciatorpediniere fu dislocato a La Spezia.
Nei mesi successivi fu colpito e danneggiato nel corso dei bombardamenti aerei sulla base ligure.

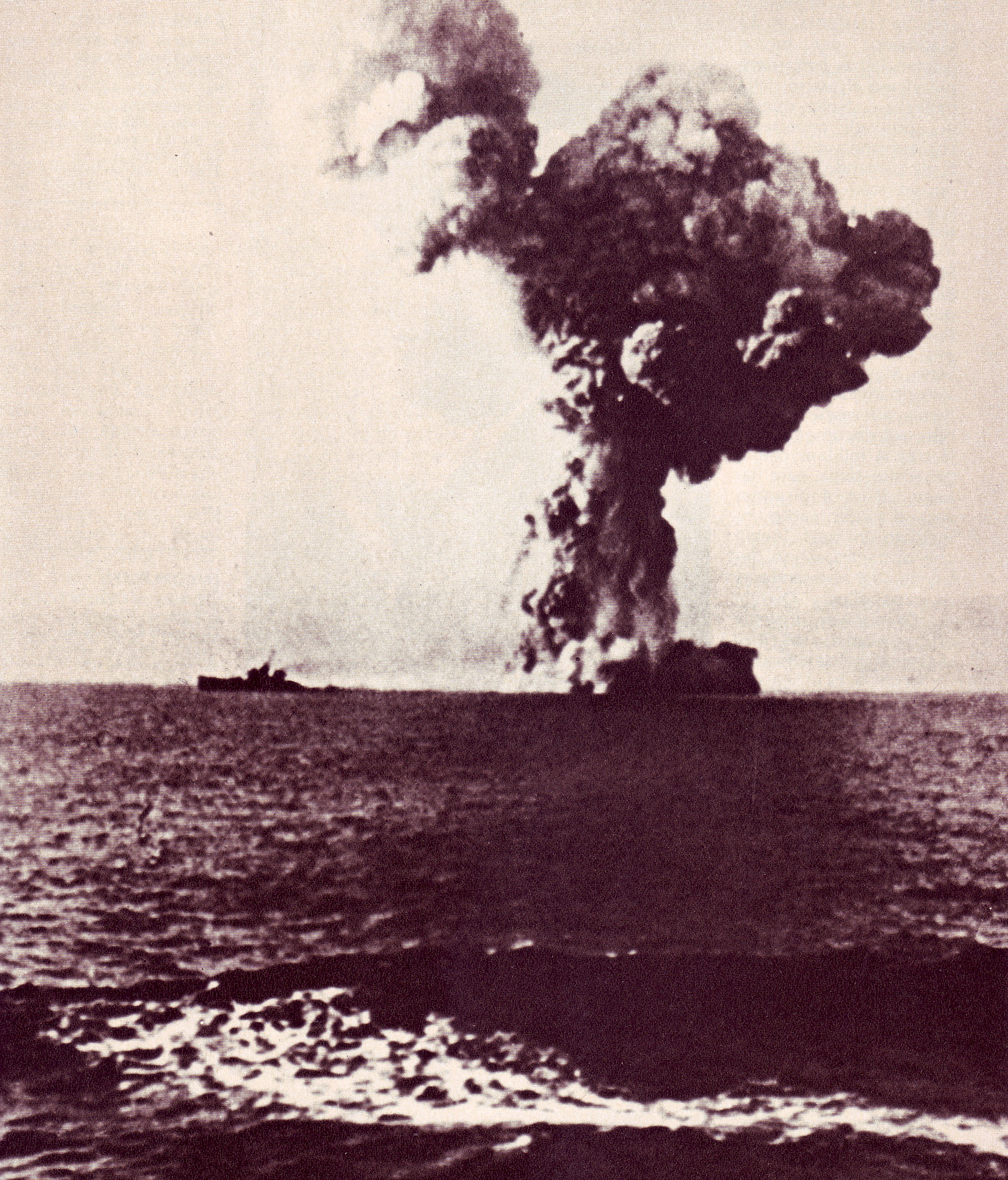
Il Gioberti subito dopo il siluramento da parte del Simoom.

In un'altra missione, in navigazione verso La Maddalena, fu attaccato da un sommergibile con il lancio di due siluri, che lo mancarono e scoppiarono sulla riva; il Gioberti reagì con il lancio di cariche di profondità.
Il 9 agosto 1943 salpò da La Spezia, al comando del capitano di fregata Carlo Zampari (alla sua prima missione di guerra), con i cacciatorpediniere Mitragliere e Carabiniere, di scorta alla VIII Divisione (incrociatori leggeri Garibaldi e Duca d'Aosta) diretta a Genova. Alle 18.24 la formazione fu avvistata al largo di Punta Mesco dal sommergibile britannico Simoom, che lanciò quattro siluri contro il Garibaldi; questi riuscì di evitarli con la manovra ma il Gioberti, che era dietro l'incrociatore, eseguì una manovra sbagliata (aumentò la velocità ma rimase sulla medesima rotta) e, centrato da due siluri, si spezzò in due: la poppa saltò in aria, la prua, spinta dall'abbrivio, proseguì per qualche decina di metri prima di sbandare sulla dritta ed affondare a sua volta, a circa cinque miglia per 210° da Punta Mesco. I 171 superstiti del Gioberti furono recuperati da alcuni MAS e da altre unità partite da La Spezia.
Il Gioberti aveva svolto in tutto 216 missioni di guerra (12 con le forze navali, una di posa mine, una di caccia antisommergibile, 3 di bombardamento controcosta, 31 di trasporto, 60 di scorta convogli, 23 addestrative ed 85 di altro tipo), percorrendo complessivamente 74.071 miglia e trascorrendo 197 giorni ai lavori.
Il ritrovamento del relitto
Il relitto del cacciatorpediniere Vincenzo Gioberti è stato individuato dall'ingegner Guido Gay con la strumentazione imbarcata sul catamarano Daedalus il 18 dicembre 2015: la nave giace coricata sul fianco destro alla profondità di 595 metri a sud di Punta Mesco. Il ROV Pluto Palla, lo stesso che ha identificato la corazzata Roma nel 2012 nel golfo dell'Asinara, ha ispezionato il troncone di prua del cacciatorpediniere. 
La Marina Militare, unitamente all'ingegner Gay invitato a bordo di Nave Gaeta, ha riconosciuto ufficialmente il relitto il 7 aprile 2016. 
Il racconto della scoperta del Gioberti è dello stesso ingegner Guido Gay ed è contenuto nel libro di Ugo Gerini Regio Cacciatorpediniere Vincenzo Gioberti edito da Luglio Editore nel 2016.

### Comandanti
Capitano di fregata Marco Aurelio Raggio (nato a Palermo il 30 luglio 1899) (febbraio 1940 - 24 giugno 1941)
Capitano di fregata Vittorio Amedeo Prato (nato a Pallanza il 28 giugno 1902) (25 giugno 1941 - 14 agosto 1942)
Capitano di fregata Gian Roberto Burgos di Pomaretto (nato a Fossano il 9 novembre 1901) (15-18 agosto 1942)
Capitano di fregata Pietro Francesco Tona (nato a Maserà di Padova il 18 dicembre 1902) (ottobre 1942 - 9 luglio 1943)
Capitano di fregata Carlo Zampari (nato il 25 giugno 1902) (10 luglio - 9 agosto 1943)